# میل ولی (کالیفرنیا)
میل ولی (به انگلیسی: Mill Valley) شهری در شهرستان مارین ایالت کالیفرنیا است که در سرشماری سال ۲۰۱۰ میلادی، ۱۳۹۰۳ نفر جمعیت داشته است.